# Assemblea Nacional Catalana

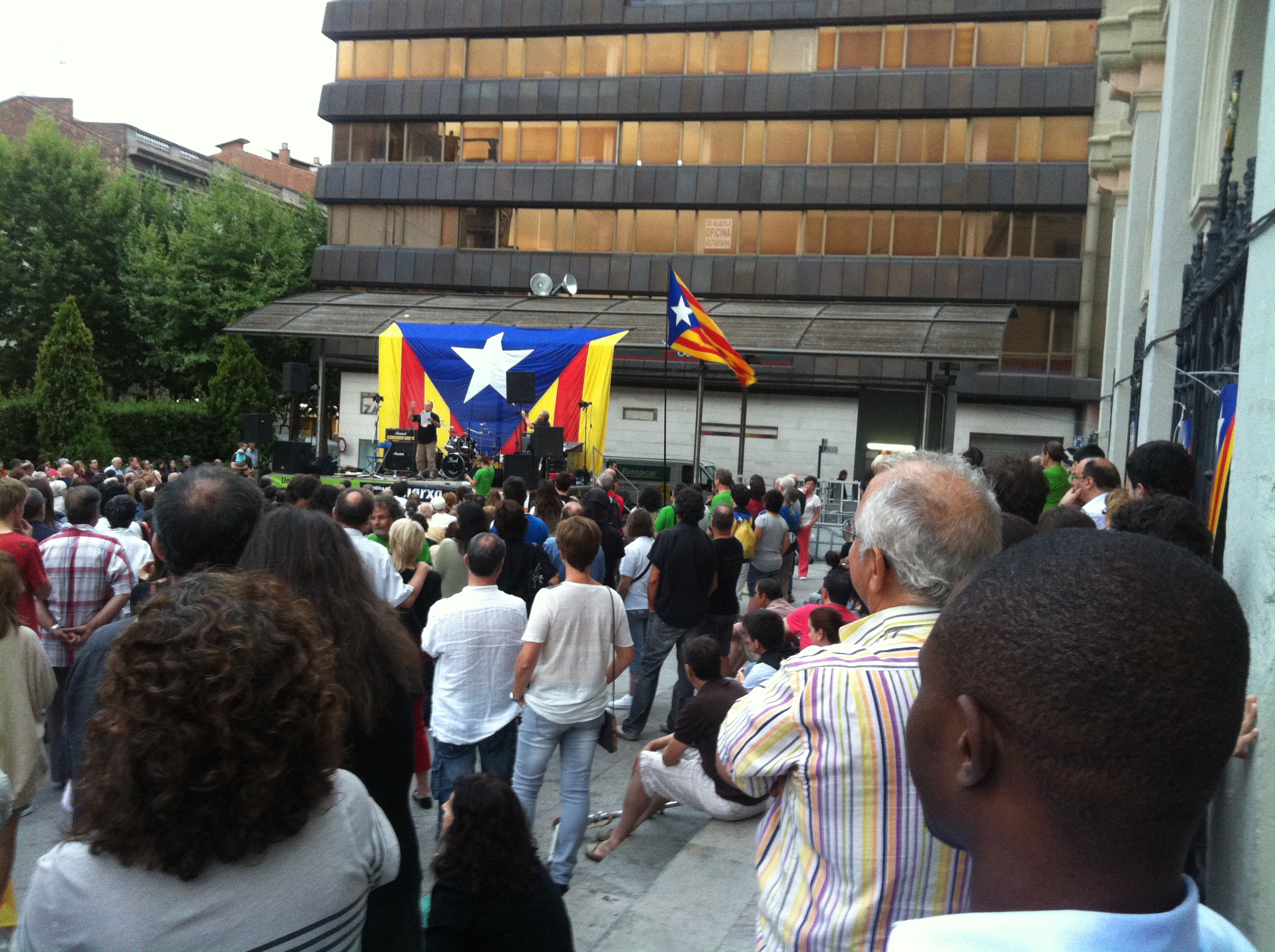
Actie van de ANC in Sabadell op 15 juli 2012, met humorist Toni Albà i Noya

De Assemblea Nacional Catalana (ANC), ook wel genoemd Moviment per la Independència (Onafhankelijkheidsbeweging), is een Catalaanse pluralistische koepelvereniging die streeft naar de vorming van een onafhankelijke Catalaanse staat. De ANC wil mensen en organisaties samenbrengen, die zich, los van hun politieke of ideologische verschillen, voor een onafhankelijke staat willen inzetten. De ANC is de geestelijke erfgenaam van de vroegere Assemblea de Catalunya (1971-1977).
De idee ontstond tijdens de Nationale Conferentie voor een Eigen Staat op 30 april 2011 in Barcelona. De meer dan 1500 deelnemers kozen een Permanente Raad, samengesteld uit Aureli Argemí, Enric I. Canela, Carles Castellanos, Josep Cruanyes, Josep Dalmau, Miquel Esquirol, Patrícia Gabancho, Julià de Jòdar, Joel Joan, Enric Larreula, Lluís Llach, Josep Maria Murià, Ferran Requejo, Francesc Ribera, Pep Riera, Blanca Serra, Eva Serra, Jordi Solé, Josep Maria Terricabras, Quim Torra en Ricard Torrents.
Een voorlopig secretariaat bestaande uit Alfred Bosch, Miquel Strubell, Miquel Sellarès en Jaume Soler werd met de administratieve organisatie belast.
De ANC werd officieel op 10 maart 2012 in het Palau Sant Jordi in Barcelona opgericht. Carme Forcadell i Lluís, stichtend lid van het Plataforma per la Llengua werd tot voorzitster verkozen. Tijdens een herdenkingsviering in 2011, veertig jaar na oprichting van de Assemblea de Catalunya (1971-1977) hebben veel prominenten uit de tijd van de democratische overgang (1975-78) na de afschaffing van de franquistische dictatuur (1975) zich bij de ANC aangesloten. In maart 2012 volgde een hele reeks activisten van de voormalige independentistische actiegroep Crida (1981-1993), onder wie Àngel Colom, Aureli Argemí, Jordi Sànchez, Joan Manuel Tresserras, Xavier Bosch, Armand de Fluvià, Jordi Rodri, Andreu Camps, Jordi Llobet en Agustí Argimón De Associació de Municipis per la Independència, die meer dan de helft van de 947 Catalaanse gemeenten verenigt, is ook een belangrijke steunpilaar in de organisatie.

## BetogingCatalunya, nou estat d'Europa
Vanaf juni 2012 organiseerde de ANC overal in het land concerten, acties en festiviteiten die burgers moesten mobiliseren voor een megabetoging op 11 september 2012 in Barcelona, ter gelegenheid van de Catalaanse nationale feestdag. Volgens de organisatie namen aan de betoging twee miljoen mensen deel, de politie hield het op anderhalf miljoen en de Spaanse krant El País op ongeveer 600.000. De organisatie kon rekenen op de steun van vele prominenten uit kunst en cultuur die gratis optraden. De voortekenen duidden al op een ongekend grote opkomst. Alleen al in de provincie Girona verdubbelde de spoorwegmaatschappij RENFE de capaciteit van de reguliere treindienst en zette extra treinen in, die alle volgeboekt waren, naast meer dan 200 touringcars.
De centrale regering in Madrid oefende druk uit op de Catalaanse regering om niet te enthousiast voor het initiatief te werven, met de onverholen dreiging dat dit de onderhandelingen over een nieuw fiscaal pact zou kunnen bemoeilijken. Los van de betoging onderhandelt de Generalitat om hetzelfde fiscale statuut als dat van het Baskenland te krijgen, met het recht belastingen zelf te innen en niet meer afhankelijk te zijn van de retributies van de centrale regering. Volgens de Financial Times gebruikt de centrumrechtse regering Rajoy de huidige financiële crisis als voorwendsel om het federale Spanje opnieuw te centraliseren, onder druk van de Spaans-nationalistische rechterzijde, die de federale staatsinrichting na het Franco-regime nooit echt verteerd heeft.

## De Catalaanse Weg
Op 11 september 2013 organiseerde de ANC de Catalaanse Weg, een manifestatie geïnspireerd door de Baltische Weg, een mensenketting van El Pertus bij de Franse grens tot Alcanar op de grens met het Land van Valencia, een manifestatie waaraan goed anderhalf miljoen mensen deelgenomen hebben die bij de centrale regering in Madrid grote bezorgdheid verwekt heeft.